# Hertogdom Ratibor
Ratibor of Silezië-Ratibor (Pools: Racibórz) was een hertogdom in Opper-Silezië rondom de stad Racibórz aan de Oder.

## Geschiedenis
De burcht Ratibor aan een voorde in de Oder werd in 1108 voor het eerst vermeld. Diezelfde eeuw werd het een zetel van de Silezische Piasten. Met de deling van Silezië in 1163 kwam Ratibor aan het hertogdom Opper-Silezië. Het werd zelfstandig in de deling van 1281, toen Opper-Silezië uiteenviel in de hertogdommen Ratibor, Oppeln, Beuthen, Teschen en Auschwitz.
Ratibor stond sinds 1327 onder leenheerschap van Bohemen. Na de dood van hertog Lestko in 1336 viel het hertogdom toe aan zijn zwager Nicolaas II, hertog van Troppau, uit het geslacht der Přemysliden. Na zijn dood in 1365 viel de unie uiteen en werd Ratibor weer zelfstandig. In 1521 kwam het toe aan de Piastenhertogen van Oppeln. Bohemen viel in 1526 toe aan Oostenrijk, dat sindsdien leenheer van Ratibor was. Het hertogdom werd in 1532 door een erfovereenkomst Oostenrijks. Tot 1551/1552 was het verpand aan Brandenburg-Ansbach.
Het grootste deel van Silezië, inclusief Ratibor, werd in de Silezische Oorlogen veroverd door Pruisen. Binnen dit land werd uit een deel van het voormalige hertogdom en enig geseculariseerd kerkelijk goed een nieuwe heerlijkheid Ratibor samengesteld. Deze kwam als Pruisisch leen in 1822 aan landgraaf Victor Amadeus van Hessen-Rotenburg ter compensatie voor de gebieden die Hessen-Kassel in 1815 aan Pruisen had afgestaan. In 1834 erfde Viktor zu Hohenlohe-Schillingsfürst, oudere broer van de latere rijkskanselier Chlodwig zu Hohenlohe-Schillingsfürst, het gebied. Hij werd in 1840 verheven tot hertog van Ratibor. Met het afschaffen van de Duitse adel in 1919 kwam er ook aan dit hertogdom een einde. Sinds 1945 behoort het gebied tot Polen.

## Hertogen

### Eerste hertogdom
- 1281-1306: Przemislaw
- 1306-1336: Lestko
- 1336-1365: Nicolaas II
- 1365-1381: Jan I
- 1381-1424: Jan II Ferreus
- 1424-1465: Wenceslaus III
- 1465-1493: Jan V
- 1493-1506: Nicolaas VII
- 1506: Jan VI
- 1506-1521: Valentijn
- 1521-1532: Jan

### Pruisisch hertogdom
- 1840-1893: Viktor I
- 1893-1919: Viktor II